# Tamphana marmorea
Tamphana marmorea är en fjärilsart som beskrevs av William Schaus 1892. Tamphana marmorea ingår i släktet Tamphana och familjen silkesspinnare. Inga underarter finns listade i Catalogue of Life.